# Centurian (hudební skupina)
Centurian (psáno jako CENTVRIAN) byla nizozemská death metalová kapela založená roku 1997 v Puttenu v provincii Gelderland. V letech 2003–2011 působila pod názvem Nox. V roce 2015 se rozpadla.

## Historie
Centurian založili v roce 1997 v Puttenu v provincii Gelderland bubeník Wim van der Valk a kytarista Rob Oorthuis, kteří předtím působili v nizozemské thrash/death metalové skupině Inquisitor. Tato dvojice toužila změnit hudební projev na rychlý a agresivní death metal, jaký bylo možno zaznamenat v polovině a na konci devadesátých let 20. století například u kapel Morbid Angel, Krisiun, Angelcorpse, Deicide a Hate Eternal. Společně s vokalistou Sethem van de Loo a baskytaristou Patrickem Boleijem nahráli v roce 1997 demo Of Purest Fire (které v roce 1998 vyšlo i jako EP u amerického nezávislého vydavatelství Full Moon Productions) a také debutové studiové album Choronzonic Chaos Gods, které vyšlo v roce 1999 u stejné firmy.
V roce 2000 skupina přispěla coververzí skladby Blasphemy Of The Holy Ghost na tributní album americké firmy Dwell Records Scream Forth Blasphemy – A Tribute to Morbid Angel na počest floridské smečky Morbid Angel.
Druhé regulérní album s názvem Liber ZarZax již bylo nahráno v odlišné sestavě, Setha van de Loo nahradil za mikrofonem Jerry Brouwer a Patricka Boleije u čtyř strun Oskar van Paradijs. V Evropě vyšlo roku 2001 pod křídly francouzského vydavatelství Listenable Records.
V letech 2003–2011 kapela působila pod názvem Nox a prostřídali se zde hudebníci Rob Oorthuis, Seth van de Loo, Patrick Boleij, Bob Dussel, Oskar van Paradijs a Niels Adams. V tomto období skupina vydala jedno studiové album a dvě EPka. Zpěvák Seth van de Loo usedl v roce 2010 za bubenickou stoličku a na ní pokračoval i po návratu kapely k původnímu názvu Centurian v roce 2011.
Další studiové album pojmenované Contra Rationem bylo nahráno v roce 2012 ve We Are (Music) Junkies studiu v Eindhovenu pod dohledem producentů/zvukových inženýrů Jo Peeterse a Ralpha Timmermanse, vyšlo v lednu 2013 opět pod hlavičkou Listenable Records. 

V roce 2015 se kapela rozpadla.

## Logo
Nápis CENTVRIAN je vyveden kapitálkami, přičemž písmeno V (v latině suplující U) je součástí obráceného pentaklu (pentagramu v kruhu).

## Diskografie

### jako Centurian
Dema
- Of Purest Fire (1997)

EP
- Of Purest Fire (1998) – vydání dema z r. 1997 jako mini-CD u Full Moon Productions

Studiová alba
- Choronzonic Chaos Gods (1999)
- Liber ZarZax (2001)
- Contra Rationem (2013)

### jako Nox
EP
- Zazaz (2003)
- Blood, Bones and Ritual Death (2010)

Studiová alba
- Ixaxaar (2007)